# Éric Decroix
Pour les articles homonymes, voir Decroix.
Cet article possède un paronyme, voir Éric Delcroix.
Éric Decroix (né le 7 mars 1969 à Croix dans le département du Nord) est un footballeur français qui évoluait au poste de défenseur, avant de devenir ensuite entraîneur.

## Biographie

### Carrière de joueur
Éric Decroix joue principalement en faveur de Lille et de Nantes.
Il dispute 10 matchs en Ligue des Champions, 13 matchs en Coupe de l'UEFA et 266 matchs en Division 1. En mars 2002, il obtient le BEES 1er degré.

### Carrière d'entraîneur
Après sa carrière de joueur, il s'occupe d'une académie de football en Thaïlande. 
Il est l'entraîneur des féminines du FC Lorient lors de l’année 2019-20.

## Palmarès
FC Nantes
| - Championnat de France (1) : - Champion : 1994-95. - Coupe de France (1) : - Vainqueur : 1998-99. |  | - Trophée des champions : - Finaliste : 1995. |